# Gran Premio de Estados Unidos de Motociclismo de 1964
El Gran Premio de Estados Unidos de Motociclismo de 1964 fue la primera prueba de la temporada 1964 del Campeonato Mundial de Motociclismo. El Gran Premio se disputó el 2 de febrero de 1964 en el Daytona International Speedway. Honda dejó a su equipo de fábrica en casa porque sentía que el Gran Premio de EE. UU. estaba demasiado temprano en el calendario. La mayoría de pilotos privados también se quedaron en casa debido a los altos costos de viaje.

## Resultados 500cc
Aunque el proyecto Gilera había terminado, Gilera aún veía oportunidades para ganar puntos en la clase de 500cc. El argentino Benedicto Caldarella obtuvo una Gilera 500 4C y fue razonablemente capaz de seguir Mike Hailwood inicialmente. Finalmente, la caja de cambios de Caldarella se rompió y tuvo que darse por vencido. Como resultado, Phil Read terminó segundo y John Hartle tercero a dos vueltas del campeón.
| Pos.    | Piloto               | Equipo    | Tiempo      | Pts. |
| ------- | -------------------- | --------- | ----------- | ---- |
| 1       | Mike Hailwood        | MV Agusta | 1h 16:09.0  | 8    |
| 2       | Phil Read            | Matchless | + 2 Vueltas | 6    |
| 3       | John Hartle          | Norton    | + 2 Vueltas | 4    |
| 4       | Mike Duff            | Norton    | + 2 Vueltas | 3    |
| 5       | Paddy Driver         | Matchless | + 2 Vueltas | 2    |
| 6       | Buddy Parriott       | Norton    | + 2 Vueltas | 1    |
| 7       | George Rockett       | BMW       |             |      |
| 8       | Ed Labelle           | Norton    |             |      |
| 9       | Brian Davis          | AJS       |             |      |
| 10      | Charles Williams     | Triumph   |             |      |
| 11      | Paul Whitaker        | Norton    |             |      |
| 12      | Joe Tillman          | BSA       |             |      |
| Ret     | Alan Shepherd        | Matchless | Ret         |      |
| Ret     | Tony Murphy          | Honda     | Ret         |      |
| Ret     | Dave Degens          | Matchless | Ret         |      |
| Ret     | Benedicto Caldarella | Gilera    | Ret         |      |
| Ret     | Jeff Hoff            | Honda     | Ret         |      |
| Ret     | Tom Stuart           | BMW       | Ret         |      |
| Ret     | Peter J. Bosarge     | Honda     | Ret         |      |
| Ret     | John McLaughlin      | Norton    | Ret         |      |
| Ret     | Wester Cooley Sr.    | Norton    | Ret         |      |
| Ret     | Fred Simone          | BMW       | Ret         |      |
| Ret     | Kurt Leibmann        | BMW       | Ret         |      |
| Ret     | Scott Williams       | Matchless | Ret         |      |
| Ret     | Jorge Kissling       | Norton    | Ret         |      |
| Ret     | John Nash            | Triumph   | Ret         |      |
| Ret     | Jack Findlay         | Matchless | Ret         |      |
| Fuente: |                      |           |             |      |

## Resultados 250cc
En el cuarto de litro, a la ausencia de Honda, Tarquinio Provini (Benelli) tuvo un accidente y se negó a comenzar. Las Yamaha de Phil Read y las Suzuki de Frank Perris, Bert Schneider y Mitsuo Itoh tampoco comenzaron. Alan Shepherd ganó con el MZ RE 250 y tan solo conductores locales terminaron detrás de él: Ron Grant (un británico emigrado a los Estados Unidos) y Bo Gehring que fueron segundo y tercero.
| Pos. | Piloto            | Moto    | Tiempo      | Pts. |
| ---- | ----------------- | ------- | ----------- | ---- |
| 1    | Alan Shepherd     | MZ      | 53'01"000   | 8    |
| 2    | Ron Grant         | Parilla | + 1 Vuelta  | 6    |
| 3    | Bo Gehring        | Bultaco | + 2 Vueltas | 4    |
| 4    | George Rockett    | Ducati  | + 2 Vueltas | 3    |
| 5    | Joe Dunphy        | Greeves | + 3 Vueltas | 2    |
| 6    | Douglas Brown     | Ducati  | + 3 Vueltas | 1    |
| Ret  | Tarquinio Provini | Benelli | Ret         |      |
| Ret  | William Sharp     | -       | Ret         |      |
| Ret  | James Foster      | Honda   | Ret         |      |
| Ret  | Bert Schneider    | Suzuki  | Ret         |      |
| DNS  | Phil Read         | Yamaha  | Ret         |      |

## Resultados 125cc
En el octavo de litro, ausente las Honda oficiales, las primeras cuatro psociones fueron monoplizadas por los pilotos de SuzukiSuzuki.
| Pos. | Piloto               | Moto    | Tiempo    | Pts. |
| ---- | -------------------- | ------- | --------- | ---- |
| 1    | Hugh Anderson        | Suzuki  | 44'08"    | 8    |
| 2    | Mitsuo Itoh          | Suzuki  | + 10"     | 6    |
| 3    | Bert Schneider       | Suzuki  | + 12"     | 4    |
| 4    | Isao Morishita       | Suzuki  | + 14"     | 3    |
| 5    | Jean-Pierre Beltoise | Bultaco | +1 Vuelta | 2    |
| 6    | Gary Dickinson       | Honda   | +1 Vuelta | 1    |
| 7    | Leland Cowis         | Bultaco | +1 Vuelta |      |
| 8    | James Anzalone       | MotoBi  | +1 Vuelta |      |
| 9    | Jan Kostwinder       | Honda   |           |      |
| 10   | Allan Goldin         | Honda   |           |      |
| 11   | Ollie Howe           | Honda   |           |      |
| 12   | Stan Friduss         | Honda   |           |      |
| Ret  | Gerald McDonald      | Honda   | Ret       |      |
| Ret  | Bruce Finlayson      | Honda   | Ret       |      |

## Resultados 50cc
| Pos. | Piloto               | Moto     | Tiempo     | Pts. |
| ---- | -------------------- | -------- | ---------- | ---- |
| 1    | Hugh Anderson        | Suzuki   | 30'38"0    | 8    |
| 2    | Isao Morishita       | Suzuki   | 30'48"0    | 6    |
| 3    | Mitsuo Itoh          | Suzuki   | 30'53"0    | 4    |
| 4    | Hans-Georg Anscheidt | Kreidler | 31'41"0    | 3    |
| 5    | Jean-Pierre Beltoise | Kreidler | +1 Vuelta  | 2    |
| 6    | Lee Allen            | Ducati   | +5 Vueltas | 1    |
| Ret  | Luigi Taveri         | Kreidler | Ret        |      |
| Ret  | Ralph Bryans         | Honda    | Ret        |      |
| Ret  | Tarquinio Provini    | Kreidler | Ret        |      |